# Felbenbach (Tiefenbach)
Der Felbenbach ist der rechte, gut zwei Kilometer lange Quellbach des Tiefenbaches in der Straßdorfer Stadtteilgemarkung von Schwäbisch Gmünd im baden-württembergischen Ostalbkreis.

## Geographie

### Verlauf
Der Felbenbach entspringt auf einer Höhe von etwa 500 m ü. NHN südlich von Straßdorf-Metlangen in den Täschenäckern. Er fließt zunächst in nördlicher Richtung, wobei ihm bald ein geringfügig kürzerer Quellast aus einer Klinge in einem Hangwaldstück von rechts zumündet. Kurz danach wechselt er aus dem Wald in einen Wiesenstreifen. Er fließt am Felbenhaus am Ostrand des Weilers Metlangen vorbei, wo er die L 1075 unterquert und sich dann in eine Waldklinge eintieft. Hierin fließt er links am Kohlrain auf der rechten Höhe vorbei, wechselt seine Richtung nach Nordwesten und läuft nun am Fuß der links liegenden Hanfhalden in kleinen Schlingen. Schließlich vereint er sich unterhalb des Wohnplatzes Hinterhochstett auf dem Gegenhang auf etwa 332,5 m ü. NHN mit dem zuletzt von Südwesten kommenden Höllbach zum Tiefenbach.
Der 2,4 km lange Felbenbach mündet etwa 168 Höhenmeter unterhalb seiner höchsten Quelle, das mittlere Sohlgefälle liegt also bei rund 71 ‰.

### Einzugsgebiet
Das etwa 2,7 km umfassende Einzugsgebiet des Felbenbachs liegt am Nordabfall des bis 707,9 m ü. NHN Rechbergs, dessen Gipfel an der Südostecke ist sein höchster Punkt. Es ist in naturräumlicher Sicht überwiegend ein Teil des Unterraums Rehgebirgsvorland, der zum Vorland der östlichen Schwäbischen Alb zählt; die höchsten gewässerlosen Teile liegen im ebenfalls zu diesem gehörenden Nachbar-Unterraum Rehgebirge selbst.
Jenseits der Kamms auf dem Rechberg an der kurzen Südgrenze beginnt das Einzugsgebiet der zur Fils entwässernden Krumm; dieser Abschnitt der Grenze ist deshalb der hydrologisch bedeutendste. Die gesamte linke Wasserscheide im Westen bis zur Mündung trennt vom Einzugsgebiet des Höllbachs. Jenseits der mittellangen nördlichen von der Mündung bis an den Südrand Straßdorfs entwässert der Deutenbach das anliegende Gebiet zur Rems. Die östliche Wasserscheide von Straßdorf wieder hinauf bis auf den Rechberggipfel trennt vom Einzugsgebiet des noch höheren Rems-Zuflusses Waldstetter Bachs, der mit seinen linken Zuflüssen Tobelbach und zuletzt Rechbach konkurriert.

## Geologie
Das bedeutsamste geologische Phänomen befindet sich am Südrand des Einzugsgebietes auf den morphologisch höchsten Partien um den Rechbergkamm. Diesem parallel zieht von Westsüdwest nach Ostnordost das Schwäbische Lineament, eine hier als tektonischer Graben ausgebildete, langreichende Störungszone am Rand der Alb. Wegen der Tiefenlage der Schichten darin hat sich hier eine Scholle von Weißjura isoliert erhalten, der Zeugenberg Rechberg. Abwärts vom Höhenplateau wechseln am Hang die Schichten recht schnell nacheinander bis zum Schwarzjura hinab, denn hier verlaufen zwei Störungslinien mit Tiefscholle an der Gipfelseite. Die unter den Juragesteinen liegenden Keuper-Schichten erreicht der Bach in seiner Unterlaufklinge etwa am Laufknick nach Nordwest, er fließt dann im Stubensandstein (Löwenstein-Formation) des Mittelkeupers mit dem Höllbach zusammen. Ein geologischer Pfad führt aus dem Tiefenbachtal etwa an der Einzugsgebietsgrenze gegen den Höllbach auf den Rechberg. An diesem Weg liegen drei Geotope mit Aufschlüssen.

### LUBW
Amtliche Online-Gewässerkarte mit passendem Ausschnitt und den hier benutzten Layern: Lauf und Einzugsgebiet des Felbenbachs

Allgemeiner Einstieg ohne Voreinstellungen und Layer: Daten- und Kartendienst der Landesanstalt für Umwelt Baden-Württemberg (LUBW) (Hinweise)
1. ↑  Höhe nach dem Höhenlinienbild auf dem Hintergrundlayer Topographische Karte.
2. 1 2  Höhe nach schwarzer Beschriftung auf dem Hintergrundlayer Topographische Karte.
3. ↑  Länge nach dem Layer Gewässernetz (AWGN).
4. ↑  Einzugsgebiet abgemessen auf dem Hintergrundlayer Topographische Karte.
5. ↑  Geotopbeschreibungen sind über den Layer Geotop zu erhalten.

### Andere Belege
1. ↑  Hansjörg Dongus: Geographische Landesaufnahme: Die naturräumlichen Einheiten auf Blatt 171 Göppingen. Bundesanstalt für Landeskunde, Bad Godesberg 1961. → Online-Karte (PDF; 4,3 MB)
2. ↑  Geologie nach der unter → Literatur aufgeführten geologischen Karte. Einen gröberen Überblick verschafft auch: Mapserver des Landesamtes für Geologie, Rohstoffe und Bergbau (LGRB) (Hinweise)